# 人和镇 (大竹县)
人和镇，原为人和乡，是中华人民共和国四川省达州市大竹县曾经下辖的一个镇。2019年12月，撤销人和镇，将其所属行政区域划归杨家镇管辖。

## 行政区划
人和镇撤销前下辖以下地区：
街道社区、天保村、英雄村、响龙村、金泉村、野坪村、双岩村和栏岭村。